# Herman Berens
Johan Herman Berens (7. april 1826 i Hamburg – 9. maj 1880 i Stockholm) var en tyskfødt svensk musiker.
Han blev uddannet af C.G. Reissiger i Dresden
og gjorde sig 1845 bemærket som Pianist paa
Kunstrejser sammen med Sangerinden Marietta
Alboni. 1847 kom han til Sthlm, hvor han særlig
gjorde sig gældende som Kvartetspiller. 1848-60 
var han Musikdirektør ved Livregimentets
Husarkorps i Ørebro. 1861 blev han kaldet til
Sthlm som Lærer i Komposition ved det kgl.
musikalske Akademi og blev Kapelmester ved
»Mindre Teatern«. Som Klaverlærer var han
meget søgt. Af ham er opført i Sthlm Operaerne
»Violetta«, »En sommarnattsdröm«, »Lully och
Quinault« og »Riccardo«. Desuden har han
skrevet en Række Værker for Klaver, Sang (deraf
to prisbelønnede 1855 i Sthlm) og kammermusik. 